# بئاتا بوچک-ژارنتسکا
بئاتا بوچک-ژارنتسکا (لهستانی: Beata Buczek-Żarnecka؛ زادهٔ ۲ ژانویه ۱۹۶۷) بازیگر اهل لهستان است.
از فیلم‌ها یا مجموعه‌های تلویزیونی که وی در آن‌ها نقش داشته‌است، می‌توان به مدار بسته، در خیابان سپولنی، قانون حقیقی، در خوشی و سختی، عشق اول، ع چون عشق، اجاره‌نشین‌ها و طایفه اشاره نمود.